# Identitti
Identitti ist ein Roman von Mithu Sanyal, in dem sie eine  Figur erschafft, die sich weder durch den ihr entgegenschlagenden Hass noch den eigenen Lebensskandal klein kriegen lässt. Der Roman soll über Rassismus und Identitätspolitik aufklären und fördert dabei das eigene Nachdenken über diese Themen. Figuren und Teile der Geschichte basieren auf realen Personen und Ereignissen. Der Roman erschien am 15. Februar 2021. Eine Theaterfassung wurde am 12. November 2021 am Düsseldorfer Schauspielhaus uraufgeführt.

## Inhalt

### Figuren
Nivedita Anand ist eine der Hauptfiguren des Romans. Das Geschehen ist durch sie fokalisiert. Sie hat eine polnische Mutter, einen indischen Vater und ist selbst in Deutschland geboren, was bei ihr zu einer Identitätskrise führt. Sie formuliert ihr Problem so, dass „sie das Gefühl hatte, Identitäten seien etwas für andere Leute. Und sie hätte kein Anrecht darauf, weil sie zwischen alle Kategorien und durch alle Ritzen fiel.“ Sie studiert an der Heinrich-Heine-Universität Düsseldorf im Master Intercultural Studies und Postkoloniale Theorie. Auf ihrem Blog IDENTITTI schreibt sie über Sexismus und Rassismus. Sie spricht in ihrer Imagination gerne mit der Göttin Kali, die ihr beim Treffen von Entscheidungen hilft oder ihre Gedanken korrigiert. Nivedita dokumentiert die Gespräche mit ihr als Beiträge auf ihrem Blog. Nivedita hängt sehr an ihrem ehemaligen Beziehungspartner Simon, den sie auch nur schwer los lassen kann, sodass sie beispielsweise seine Facebookeinträge gerne durchgeht, wenn sie ihn vermisst. Sein Verhältnis zu Niveditas Freundin Oluchi belastet die Beziehung der beiden Frauen, wodurch es zu einer permanenten Spannung zwischen ihnen kommt. Ihr Verhältnis zu ihrer Professorin Saraswati ist besonders, da letztere ihr das Gefühl gab repräsentiert zu sein. Nivedita brauchte Saraswati um ihre Identitätsfrage zu klären, weil ihre Familie, durch ihre Einstellung und Verhalten, keine Hilfe dabei waren. Nivedita sieht Saraswati mehr als ihre Familie, als ihre Blutsverwandtschaft.
Priti Anders ist Niveditas Cousine und kommt aus Birmingham, lebt aber in Deutschland. Ihre Familie kommt aus Bombay. Priti ist sexuell sehr freizügig. Nach Nivedita mag Priti „junge Frauen, ältere Männer und trans Menschen jeden Alters, je kontroverser desto sexyer […]“. Sie hat eine Affäre mit Saraswatis Bruder Konstantin und hilft ihm dabei, das Geheimnis der Professorin Saraswati/Sara Vera Thielmann zu lüften. Priti spricht Nivedita gerne ihre Identität ab, was die Identitätskrise ihrer Cousine nur verschlimmert. Priti hatte mit ihrer indischen Mutter etwas, das Nivedita fehlte, um sich wirklich indisch zu fühlen. So konnte erste ihre Identität wirklich definieren, was ihr einen Vorteil gegenüber ihrer Cousine brachte. Auffällig bei ihr ist, dass sie sehr ungehalten reagiert, wenn sie peinlich berührt ist, was oft bei Diskussionen mit Saraswati der Fall ist.
Saraswati / Sarah Vera Thielmann ist Niveditas Professorin für Intercultural Studies und Postkoloniale Theorie an der Universität Düsseldorf. Ihren Abschluss machte sie an der Universität in Shantiniketan. Sie änderte durch eine Hormontherapie ihre Hautfarbe, um als Person of Color zu erscheinen. Ihren Namen änderte sie von Sarah Vera Thielmann zu Saraswati. Für Nivedita ist sie eine, wenn nicht die wichtigste, Ansprechperson, weshalb die Wahrheit über sie Nivedita so schwer trifft. Wegen ihres Charmes und ihrer Intelligenz wird sie von Priti gerne „Charismati Saraswati“ genannt. Sie fällt als Lehrperson sehr harte Entscheidungen. So sagt sie beispielsweise in ihrer ersten Seminarstunde: „Okay, erst einmal alle Weißen raus.“ und lässt letztlich diejenigen bleiben, die sich von dem Begriff Student of Colour angesprochen fühlen.
Oluchi ist eine Kommilitonin von Nivedita und Priti und eine der treibenden Kräfte im Gesamtkonflikt. Nivedita stellt sie als ehemalige engste Freundin vor, doch Oluchis Verhältnis zu Niveditas Exfreund Simon belastet ihre Beziehung. Sie ist zur Hälfte Afrikanerin und ihr Vater hatte sie noch vor ihrer Geburt verlassen, weil sein Visum ablief. Beide Frauen nähern sich einander durch ein schwieriges Verhältnis zu ihrem jeweiligen Vater an. Oluchi gehört, genau wie Nivedita, zu Saraswatis besten Studenten. Sie kreidet es Nivedita an, dass letztere Saraswati verteidigt und ist auch diejenige, die am heftigsten mit Saraswati diskutiert.

### Handlung
Die Handlung des Romans ist in drei große Abschnitte eingeteilt. Im ersten lernt der Leser die Figuren kennen, im zweiten wird die Geschichte erzählt und im dritten werden die Folgen geschildert. Jeder Abschnitt deckt neue Facetten des Konflikts um Saraswati auf.
Teil 1: „Fake Blues“
Im ersten Abschnitt „Fake Blues“ lernt der Leser die Hauptfigur Nivedita kennen. Das Geschehen wird aus ihrer Perspektive heraus beschrieben. Im Laufe des Abschnitts kommt es zur alles bestimmenden Katastrophe: Saraswati, die als Person of Color beschrieben wird, ist ursprünglich mit weißer Haut geboren worden und änderte durch eine Hormontherapie ihr Aussehen. Saraswati verliert durch die Offenlegung ihres Geheimnisses an Ansehen, sowohl bei ihren Kollegen als auch bei ihren Studenten.
Teil 2: „PopPostKolonialism“
Der zweite Abschnitt „PopPostKolonialism“ spielt sich ins Saraswatis Wohnung ab, in der sich Nivedita aufhält, um mehr über die Beweggründe ihrer Professorin zu erfahren. Die Situation spitzt sich im Lauf der Geschichte zu und dreht sich um viele verschiedene grundlegende Fragen: Was ist Rassismus? Wie weit geht das Recht sein eigenes Leben zu bestimmen und zu verändern? Was ist Identität? Durch den Hanauer Anschlag, der sich am Ende des Abschnitts ereignet, wird der Leser aus diesem Fragennetz herausgerissen und mit Ereignissen konfrontiert, die als die schrecklichste aller möglichen Folgen des vorangegangenen Disputs eintreten können.
Teil 3: „Coda“
Im dritten Teil – „Coda“ – wird zusammengefasst, was in den neun Monaten nach dem Anschlag mit den Figuren passiert ist. Der Kreis der Geschichte schließt sich, indem Konflikte gelöst werden, Ansichten und Charaktere von Figuren sich weiterentwickeln und in direkten Kontrast gesetzt werden. Beispielsweise wird Saraswati zu Beginn des Romans und am Ende als Teilnehmerin des Hay Festivals gezeigt, doch ihre Einstellung hat sich durch die Ereignisse geändert. Es werden alle Streitpunkte noch einmal dargelegt und mit dem finalen Ergebnis zum Abschluss gebracht.

## Form
Das Buch ist in drei große Abschnitte eingeteilt. Diese sind wiederum unterteilt in Kapitel, welche sich aus einer unterschiedlichen Anzahl an Unterkapitel zusammensetzen. Im zweiten Abschnitt erhalten Unterkapitel eine weitere Ebene, die im Zusammenhang mit der Bezeichnung Stunden und Tage PostSaraswati stehen. Die Kapitel die mit einer Zeitangabe und PostSaraswati spielen nach der Enthüllung von Saraswatis Geheimnis. Die Zeitangabe markiert die Zeitspanne zwischen der Demaskierung und dem aktuellen Moment. So enthält beispielsweise der zweite Abschnitt: „PopPostKolonialismus“ das Kapitel „Black Skin, White Masks“ mit der zusätzlichen Ebene „48 Stunden PostSaraswati“, die zum ersten Unterkapitel gehört. Das Kapitel spielt zeitlich also zwei Tage nach der Veröffentlichung von Saraswatis Geheimnis.
Im Roman wurden unterschiedliche Textformate- und Genres verwendet, wie Beiträge in sozialen Medien und Zeitungsartikeln. Posts, Zitate und Veröffentlichungen werden im Text durch unterschiedliche Formatierung hervorgehoben. In der Regel sind Einträge, wie zum Beispiel von IDENTITTI, eingerückt, linksbündig und mit ungewöhnlichem Zeilenbruch geschrieben. So zum Beispiel das Gedicht darüber, dass Gott jedes Mal wenn man „einen rassistischen Gedanken“ hat eine Katze tötet. Zitate aus Saraswatis Büchern werden durch einen separaten Absatz hervorgehoben und durch eine Quellenangabe markiert, wie zum Beispiel: „Saraswati: Exorcize Race(ism), S.145 f“ Der Terroranschlag in Hanau wird durch dicke, graue Buchstaben hervorgehoben und unterstrichen durch die Kursivsetzung der Gedanken, die Nivedita während des Lesens des Artikels hat.
Die Posts im Roman simulieren Realitätsnähe und zeigen auch unterschiedliche Positionen und Meinungen zu dem Geschehen auf. Die Namen der Blogger stehen großgeschrieben in Blockschrift vor ihren Kommentaren. Manchmal beziehen sich ihre Posts auf zuvor aufgeführte, manchmal sind es einfach nur Auflistungen von Meinungen. Der Leser erhält auf diese Weise nicht nur einen Einblick in Niveditas aktuelle Situation, sondern kann auch die Stimmung außerhalb mitverfolgen. Im Nachwort des Romans ist festgehalten, dass sämtliche Zitate durch reale Zitate berühmter Persönlichkeiten wie zum Beispiel J.K. Rowling inspiriert wurden.
Besonders ist auch die Tatsache, dass Kapitelüberschriften im Text begründet werden. So zum Beispiel im ersten Teil „Fake Blues“ mit dem Unterabschnitt „Coconut Woman“. Dieser spielt im Roman eine Schlüsselrolle und zeigt den Ursprung von Niveditas Identitätsproblem. Im zweiten Kapitel von „Coconut Woman“ wird Nivedita so genannt. Später setzt sie mit dieser Bezeichnung die Bedeutung von „Du bist nicht echt“ gleich. Coconut ist eine Bezeichnung für Menschen, die PoC sind und die Kultur ihrer Vorfahren 'verraten', um dem Lebensstil der 'Weißen' nachgehen zu können. Da Nivedita „nur“ einen indischen Vater hat und „nicht indisch kochen / tempeltanzen / Sitar spielen“ kann oder „oder keine einzige der 121 indischen Sprachen sprach“ und damit nicht indisch genug ist, wird sie von den anderen indischen Kindern in Birmingham als Coconut bezeichnet.

## Themen

### Identität
Die Geschichte wird aus Niveditas Sicht erzählt, einer Figur, die sich ihrer Identität selbst nicht sicher ist. Sie hat ‚nur‘ einen indischen Vater, von dem sie ihr Aussehen geerbt hat. Ihre Mutter ist von polnischer Herkunft. Nivedita selbst ist Deutsche. Sie sieht nicht so indisch aus wie Priti. Im Gegensatz zu ihrer Cousine ist Nivedita ein „verschnittenes Getränk, während Priti Single Malt war“. Niveditas Identität fällt mit der Orientierung an Mustern aus Pop- und Warenwelt zusammen.
Saraswati hat im Zusammenhang mit Identität eine besondere Rolle im Roman. Durch die Änderung ihres Aussehens konnte sie auch ihre Identität verändern. Die Veröffentlichung darüber führt dazu, dass ihre Studenten gegen sie demonstrieren. Sie sprechen ihr, laut Saraswati, sogar das Recht ab, ihr Leben und damit auch ihre Identität nach ihrer Wahl zu gestalten. Ihr Fall erregt weltweit Aufmerksamkeit und die Universität Düsseldorf sieht sich genötigt Saraswati zu entlassen. Dadurch, dass Saraswati über ihre gebürtige Identität gelogen hat, wird Niveditas Welt erschüttert, da ihr Vorbild eine Lüge zu leben scheint. Sie wird erneut im Thema Identität zurück zum Startpunkt ihrer Suche geworfen. Sie bezichtigt ihre Professorin des Verrats der gemeinsamen Position, fragt sich später aber, ob Saraswati durch ihre physische Veränderung nicht die Lösung für alle Zuschreibung von Race, Color und damit auch für Identität gefunden hat.

### Sexualität und Geschlecht
Im Buch selbst wird sehr offen mit dem Themenfeld Sexualität umgegangen. Das beginnt damit, dass Gedanken geäußert werden wie „Verena hatte perfekte Grübchen wenn sie lächelte, und Nivedita stellte sich sofort vor, wie es wäre, mit ihr Sex zu haben.“ Nivedita und Priti haben es sich angewöhnt, Menschen nach ihrem Sex-Appeal einzuschätzen. Anhand von Rückblenden werden die ersten Berührungsmomente mit dem anderen Geschlecht gezeigt, indem im zweiten Teil eine Sommerromanze zwischen Nivedita und Yannik angesprochen wird, die sich in ihren Teenagerjahren sexuell entdeckten.
Aber auch gleichgeschlechtliche Beziehungen werden angesprochen, durch Saraswati und ihre Freundin Toni, die im Verlauf des zweiten Teils Geschlechtsverkehr miteinander haben, was Nivedita dazu bringt, zu masturbieren. Dabei wird auch in einer Rückblende Bezug auf das Buch The Joy of sex genommen, wodurch der Umgang mit diesem Thema in den 70er und 80er Jahren gezeigt wird. Körpermerkmale werden oft mit Sex in Verbindung gebracht, wie zum Beispiel in Formulierungen wie: „legal in den Unterleib der Wohnung vordringen zu dürfen, versetzte sie in einen Zustand nahezu sexueller Anspannung“. Sie sorgen zusätzlich dafür, dass auch über das angesprochene Geschlecht nachgedacht wird.
Besonders ist ebenso, dass auf das Gendern geachtet wird, zum Beispiel, wenn Oluchi mit ihren Freundinnen in das Café platzen, in dem Nivedita arbeitet. Dort wirft Oluchi Nivedita vor, letztere würde sich bei Saraswati einschmeicheln und erwähnt, dass sie weiß, dass Nivedita nach der Veröffentlichung des Geheimnisses in Saraswatis Wohnung war. Als Nivedita fragte, woher Oluchi diese Informationen hat, meinte diese, dass sie Informanten habe. Das Wort ‚Informanten‘ ist mit einem Gendersternchen versehen und steht damit für die unterschiedlichen Geschlechtsidentitäten.

### Wahrnehmung und Kritik im Roman
Das Geschehen im Roman wird aus Niveditas Sicht erzählt. Da der Leser an ihre Person gebunden ist, ist es schwer die Reaktion der Außenwelt einzufangen. Die Tweets fungieren als Kommunikationsmittel zwischen dem Leser und der Außenwelt, wodurch die verschiedenen Reaktionen der Parteien und Menschen eingefangen werden. Beispielsweise tritt die Twitterseite „DIE AfD ECHTE WERTE“ mit einem Beitrag eine Welle an ähnlichen Kommentaren los, die sich nicht nur gegen Saraswati stellen, sondern generell die Meinung der rechten Partei vertreten. Sanyal hat Freunde gebeten, Saraswatis Geschichte wie einen realen Fall zu behandeln, wobei Hasskommentare rein fiktiv sind. Dabei gab es einen Fall wie Saraswati in der Realität. Ihre Figur begründet auf Rachel Dolezal, die 2015 als Lehrbeauftragte und Bürgerrechtsaktivistin von ihrem Posten zurücktreten musste, da von ihrer Familie veröffentlicht wurde, dass sie ihr Aussehen verändert hatte um physisch als Afroamerikanerin zu erscheinen.
Auch die Einstellung von berühmten und einflussreichen Menschen, wie Donald Trump, wird durch die Twitterkommentare vermittelt. Doch nicht nur Veröffentlichungen wie seine, die der eigenen Glorifizierung dienen, werden so gezeigt. Auch gespaltene Meinungen, wie die des Indien-Populisten Narendra Modi, der Saraswati verurteilt und zugleich von ihrer Tat geschmeichelt ist, zeigen, dass der Konflikt nicht so leicht zu verurteilen ist, wie es den Anschein hat. Das wird unterstützt durch die unterschiedlichen Meinungsdarlegungen der Wissenschaftler, die sich zu Saraswatis Fall äußern und dabei auch betonen, weshalb dieser Skandal die Menschen so sehr trifft. Dadurch, dass diese Veröffentlichungen an reale Vorbilder der jeweiligen Person angelehnt sind, verschwimmt die Grenze zwischen Fakt und Fiktion.

## Motivation und Interesse
Im Nachwort des Romans schreibt Mithu Sanyal, dass das Trugbild race auch im eigenen Kopf vorhanden ist, nicht nur in der Außenwelt. Es ist Teil unserer Gesellschaft. Der Roman erzählt von dem Kampf um Selbstbestimmung und Sichtbarkeit, ein Prozess der unter dem Begriff „Identitätspolitik“ zusammengefasst wird, und soll dessen Vielstimmigkeit aufgreifen. Der Anschlag von Hanau ereignete sich während der Romanentstehung, sodass die Autorin ihn mit einbaute, um zu zeigen, dass „in der deutschsprachigen Literatur eine nicht akzeptable Leerstelle“ zu solchen Gewaltverbrechen besteht, die sie versucht aufzufüllen.
Durch Saraswati, als eine Hauptfigur, die rassistisch handelt und es nicht wahrhaben will, soll das eigene Nachdenken über das Thema in diesem aufklärenden Roman angeregt werden. Sanyal ruft mit ihrem Roman dazu auf, dass die Gesellschaft gegen rechte Politik zusammenhalten soll, anstatt sich mit den gleichbleibenden Diskussionen im Kreis zu drehen.

## Zeitgenössische Kritik
Der Roman wurde bereits von verschiedenen Personen auf unterschiedlichen Plattformen und in verschiedenen Zeitungen kritisiert.
In der FAZ heißt es: „Es ist eine engagierte Literatur, die sich hier anschickt, diese Leerstelle zu füllen. Mithu Sanyal, die bislang vor allem als Sachbuchautorin über die Vulva und über die Diskursgeschichte der Vergewaltigung von sich reden machte, hat ein ganz eigenes Genre für ihr Anliegen gefunden: eine Mischung aus Campusroman, intellektuellem Kammerspiel, Blogosphärenplateau und Identitätspolitiksatire.“
Die Süddeutsche Zeitung stellt die Überlegung an, dass „besserwisserisch-dominante Charaktere“ wie Saraswati „Aversionen auslösen, egal welche Hautfarbe sie haben“ und, dass der Grund dafür „ironisch und auch ein bisschen firvol sein“ könnte, „eine Demonstration der Stärke – weil sie es als Autorin of color,[…] , eben kann.“ Wahrscheinlicher sei aber, dass sie den Leser durch eine mentale Übung leiten möchte, um den Leser auf seine eigene Denkweise zu diesem Thema aufmerksam zu machen.
Ein Artikel der Pop-Zeitschrift sagt, der Roman zeige „eine Gesellschaft, die in ihrer kommunikativen Praxis identitätspolitische Postulate braucht, um eine offene, für alle Bevölkerungsgruppen zugängliche Gesellschaft zu sein“ und lobt die Figur Nivedita dafür, dass „mit ihrer Partizipation an der Popkultur“ dafür gesorgt ist, dass der Leser „zu keiner autonomen Position kommt, sondern einen inneren Schleiertanz zwischen Ernst und Pop erlebt.“